# بخش هریسون (شهرستان هنری، اوهایو)
بخش هریسون (به انگلیسی: Harrison Township) یک منطقهٔ مسکونی در ایالات متحده آمریکا است که در شهرستان هنری، اوهایو واقع شده‌است.
 بخش هریسون ۷۱٫۲ کیلومتر مربع مساحت و ۱٬۳۲۷ نفر جمعیت دارد و ۲۰۸ متر بالاتر از سطح دریا واقع شده‌است.